# Крил, Линна
Ли́нна Крил (англ. Leanna Creel; 27 августа 1970, Лос-Анджелес, Калифорния, США) — американская актриса, кинорежиссёр, сценарист, кинопродюсер и фотограф.

## Биография
Линна Крил родилась 27 августа 1970 года в Лос-Анджелесе (штат Калифорния, США). У Линны есть две сестры, с которыми они тройняшки — актрисы Джой Крил и Моника Лейси.
В 1993 году Линна окончила «UCLA», а в 1996 году — «MFA».

## Карьера
В 1987—2000 года Линна сыграла в 14-ти фильмах и телесериалах, включая роль близняшки № 2 в фильме «Шоссе» (1996). Крил часто снималась в кино со своими сёстрами.
Также Линна является кинорежиссёром, сценаристом, кинопродюсером и фотографом.
Линна — лауреат премий Milan International Film Festival (2001), São Paulo International Film Festival (2001) и «PlanetOut Short Movie Awards» (2005).

## Личная жизнь
Линна — открытая лесбиянка.
С 18 июня 2008 года Линна жената на менеджере студии Ринат Гринберг (род.1973), с которой она встречалась 10 лет до их свадьбы. У супругов есть сын — Леви Крил-Гринберг (род.20.06.2008, рождён Гринберг).

## Избранная фильмография
актриса
| Год  |   | Русское название     | Оригинальное название | Роль          |
| ---- | - | -------------------- | --------------------- | ------------- |
| 1992 | с | Беверли-Хиллз, 90210 | Beverly Hills, 90210  | Рори/Клэр     |
| 1997 | ф | Шоссе                | Freeway               | близняшка № 2 |
| 1997 | с | Нед и Стейси         | Ned & Stacey          | Ким           |
| 2000 | ф | Клетка               | The Cell              | мать          |

продюсер
- 1998 — «Шестиструнный самурай»/Six-String Samurai
- 1999 — «Неисправимые»/But I'm a Cheerleader
- 2001 — «Вирус любви»/Get Over It